# Château de Jenzat
Le château de Jenzat est un édifice situé à Jenzat, en France.

## Situation
Le château est situé au cœur de la commune de Jenzat, dans le département de l'Allier, en région Auvergne-Rhône-Alpes.

## Description
Une particularité de Jenzat est de comporter deux châteaux dans le même parc : le vieux château du XVe siècle, dont la façade regarde vers l'est, et le château du XVIIIe siècle, dont l'axe est orienté à 90° par rapport à celui du vieux château, avec une façade donnant sur le sud.
Une grille monumentale donne accès au parc et ouvre sur une allée menant au château classique.

## Historique
Plusieurs châteaux se sont succédé à cet endroit : un château du XIIIe siècle, dont il ne reste qu'une grosse tour ronde ; une grosse maison forte du XVe siècle ; un château classique de la seconde moitié du XVIIIe siècle.
Vers 1651, Blain de Chauvigny de Blot vendit un tiers du château de Jenzat à Gilbert de Champfeu, seigneur de Riage.
En 1744, Guillaume du Jouhannel (1695-1772) achète la seigneurie de Jenzat. C'est un magistrat, conseiller à la sénéchaussée d'Auvergne et siège présidial de Riom, dont le père a été anobli par une charge de secrétaire du roi. Son fils Jean-Baptiste Julien, conseiller au parlement de Paris, fait construire le nouveau château et aménager des jardins à la française, entre 1760 et 1780.
Le domaine de Jenzat appartient toujours à leurs descendants (famille de Roquefeuil).
L'édifice est classé au titre des monuments historiques en 1995.